# Spiringen
Spiringen es una comuna suiza del cantón de Uri, situada al noreste del cantón. La comuna se encuentra dividida en dos partes, la primera, en la que se encuentra el núcleo urbano principal, limita al oeste y norte con la comuna de Bürglen, al este y sur con Unterschächen, y al suroeste con Schattdorf. La segunda parte, en la que se encuentra la localidad de Urnerboden, que constituye un exclave de la comuna entre los territorios de Muotathal (SZ) al norte, Glaris Sur (GL) al este y sur, Silenen al suroeste y Unterschächen al oeste. 
En la localidad de Urnerboden se encuentra el mayor alpage de Suiza.

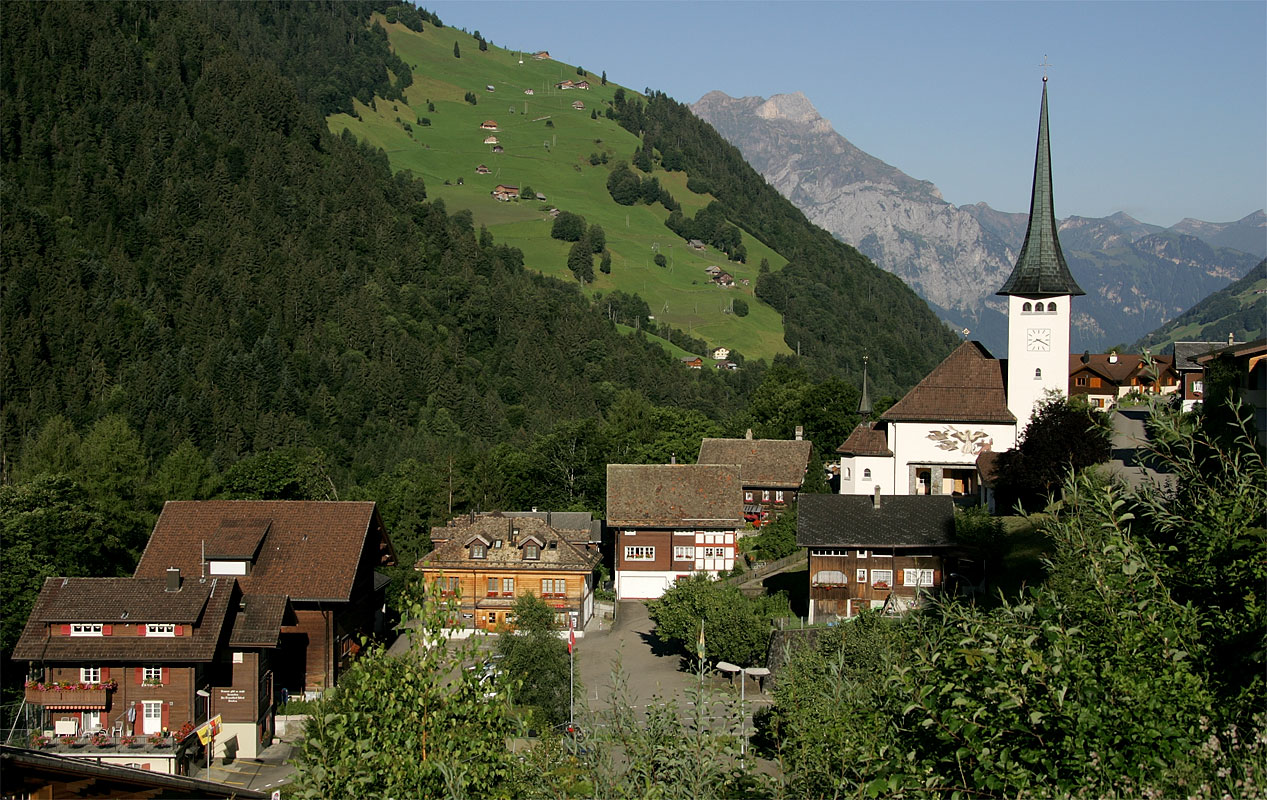
Vista del pueblo de Spiringen.